# Glorenza

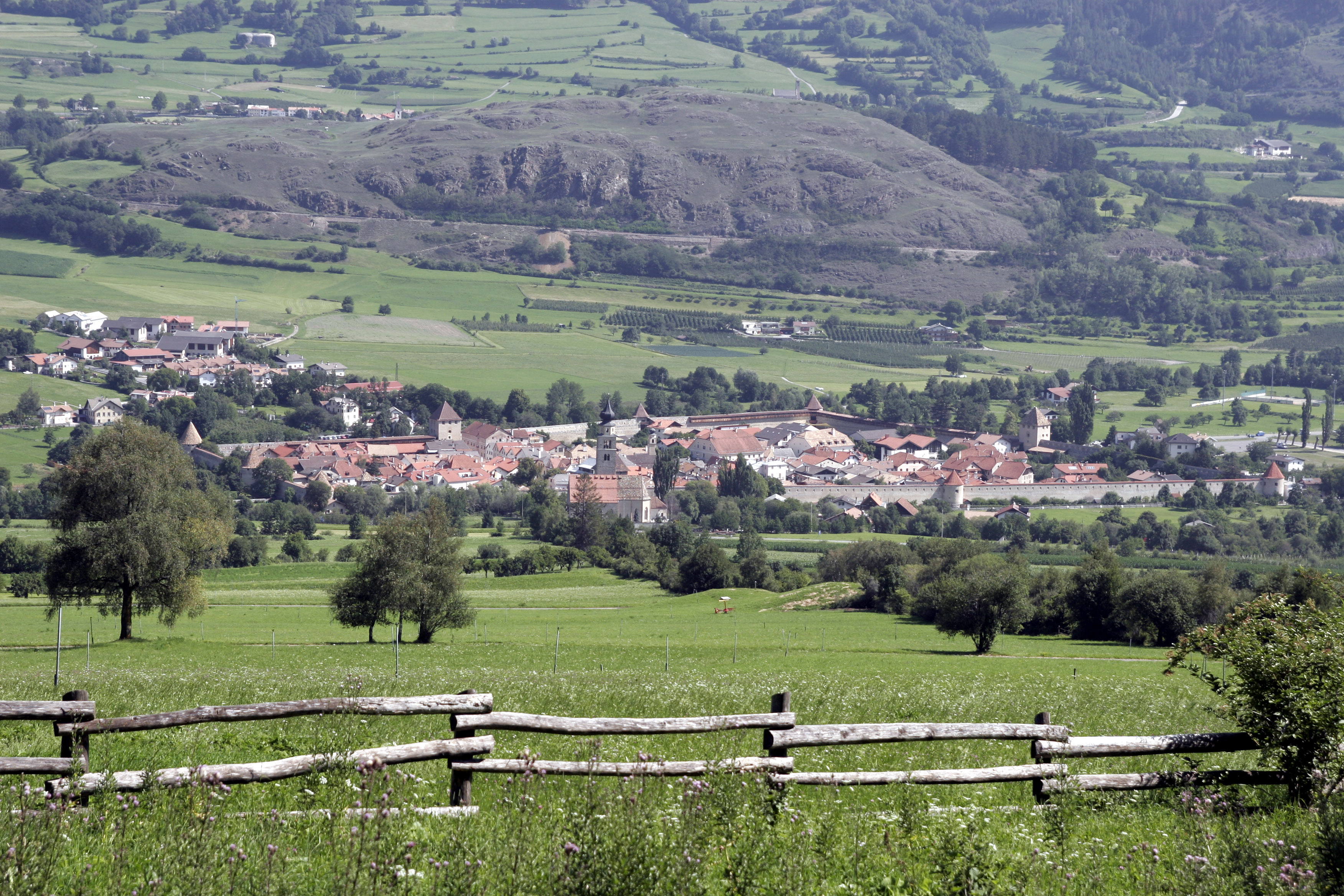
Glurns.

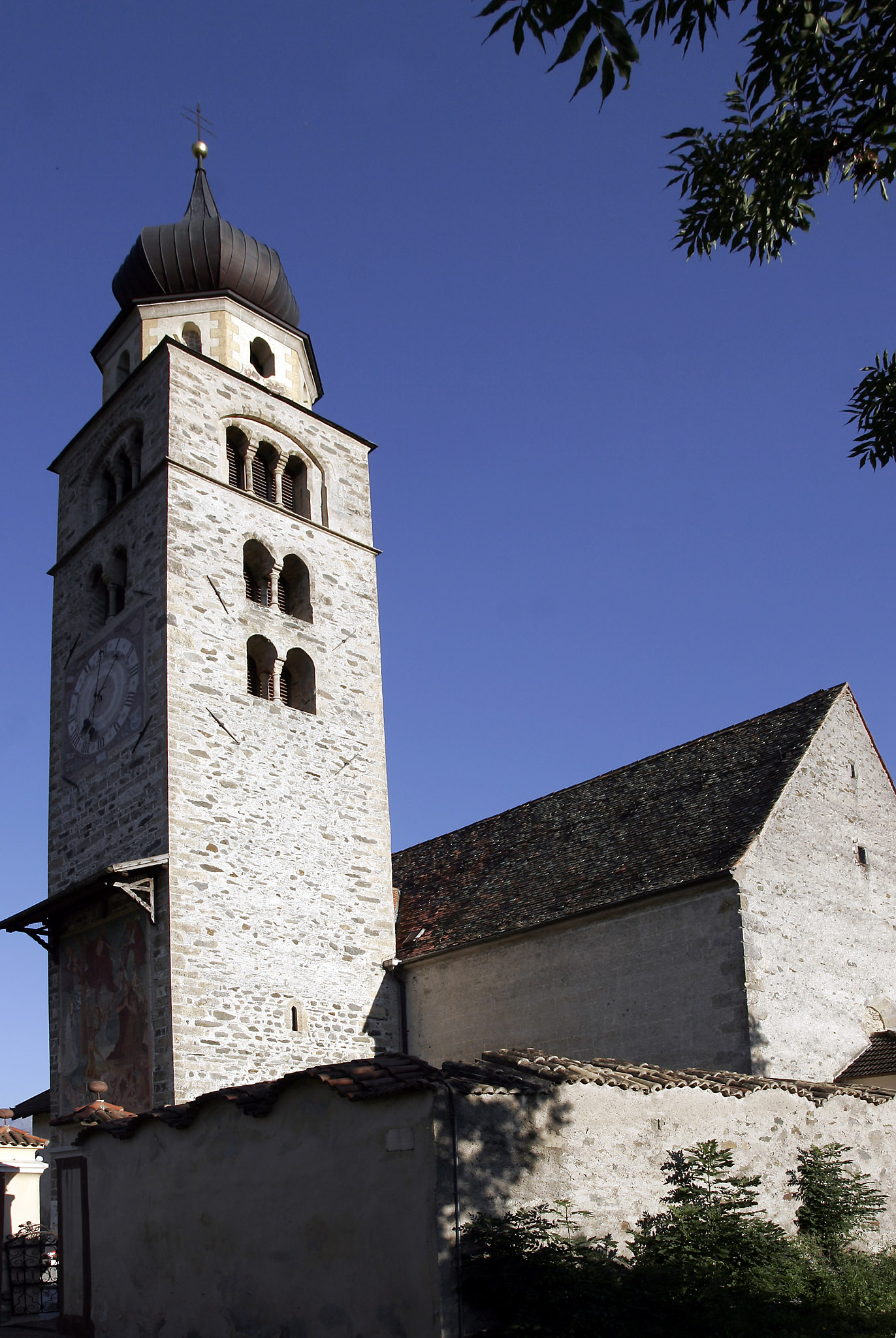
Nhà thờ Thánh Pankratius tai cổng Tauferer phía tây Glurns.

Glurns tiếng Ý: Glorenza) là một đô thị ở tỉnh Bolzano-Bozen trong vùng Trentino-Alto Adige/Südtirol của Ý, có vị trí cách khoảng 80 km về phía tây bắc của Trento và khoảng 60 km về phía tây bắc của Bolzano. Tại thời điểm ngày 31 tháng 12 năm 2004, đô thị này có dân số 882 người và diện tích là 13 km².
Glurns giáp các đô thị: Mals, Prad am Stilfser Joch, Schluderns và Taufers im Münstertal.